# Taquintenán
Taquintenán är en ort i Mexiko.   Den ligger i kommunen Tila och delstaten Chiapas, i den sydöstra delen av landet, 700 km öster om huvudstaden Mexico City. Taquintenán ligger 902 meter över havet och antalet invånare är 160.
Terrängen runt Taquintenán är bergig åt nordost, men åt sydväst är den kuperad. Runt Taquintenán är det ganska tätbefolkat, med 111 invånare per kvadratkilometer. Närmaste större samhälle är Simojovel de Allende, 15,5 km sydväst om Taquintenán. I omgivningarna runt Taquintenán växer i huvudsak städsegrön lövskog.